# Acueducto de Roquefavour
El acueducto de Roquefavour (en francés: aqueduc de Roquefavou) es un puente-acueducto construido en la comuna de Ventabren, cerca de Aix-en-Provence, en el departamento de Bocas del Ródano, Francia. El acueducto fue planeado por primera vez en 1565, pero no se realizó hasta el siglo XIX. Su construcción, iniciada en 1841 y terminada en 1847, fue dirigida por el ingeniero de puentes y caminos Jean François Mayor de Montricher y por William Fraisse. En gran parte inspirado en la arquitectura antigua del puente del Gard, es casi dos veces más alto que este, siendo el acueducto de piedra más grande del mundo. Fue designado como monumento histórico en 2002.
Construido con arcos de piedra de una longitud de 393 m y una altura de 82,65 m, es parte del canal de Marsella y sirve para el suministro de agua del río Durance a Marsella. Cruza el valle del río Arc, franqueando tanto el río como la carretera de Aix-en-Provence a Berre y la línea ferroviaria de Rognac-Aix-en-Provence.
Todavía se utiliza hoy en día. La línea del TGV Méditerranée pasa a menos de un kilómetro al este, y también cruza el valle gracia a un importante viaducto.

## Historia

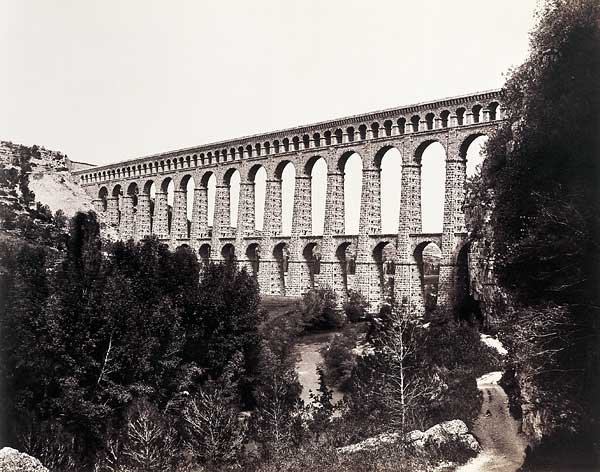
Acueducto de Roquefavour, visto por Édouard Baldus, ca. 1861.

La idea del acueducto fue planteada por primera vez por  Adam de Craponne, un ingeniero de Salon de Provence, en 1565. Después de la sequía de 1834 y las subsecuentes epidemias de cólera, la idea volvió a aparecer. Maximin-Dominique Consolat  (1785-1858), que sirvió como alcalde de Marsella de 1832 a 1843, defendió la idea. Contrató al ingeniero  Jean François Mayor de Montricher (1810–1858) para diseñarlo. Su construcción duró seis años, de 1841 a 1847. Se necesitaron 5.000 trabajadores, entre ellos 300 canteros, y costó unos 3.800.000 francos franceses. Tiene 83 metros de altura, 375 metros de largo, y los cimientos tiene de 9 a 10 metros de profundidad.
El acueducto lleva agua (parte del canal de Marsella) desde el río Durance hasta el Palais Longchamp en Marsella, hasta La Ciotat. El agua empezó a fluir el 30 de junio de 1847. El 30 de septiembre de 1852, el emperador Luis Napoleón Bonaparte concedió a Jean François Mayor de Montricher la Legión de Honor por su trabajo. Fue fotografiado más tarde por el reconocido fotógrafo Édouard Baldus.
El 12 de septiembre de 1992 se celebró el 150.º aniversario del acueducto. Al acto asistieron Jean-Claude Gaudin (senador y presidente del Consejo Regional), Lucien Weygand (presidente del Consejo General de Bocas del Ródano), Robert Vigouroux  (senador y alcalde de Marsella),  Jean-François Picheral  (alcalde de Aix-en-Provence), Bertrand Dauberlieu (presidente de la Société des Eaux de Marseille) y Jean-Marie Duron (alcalde de Ventabren).

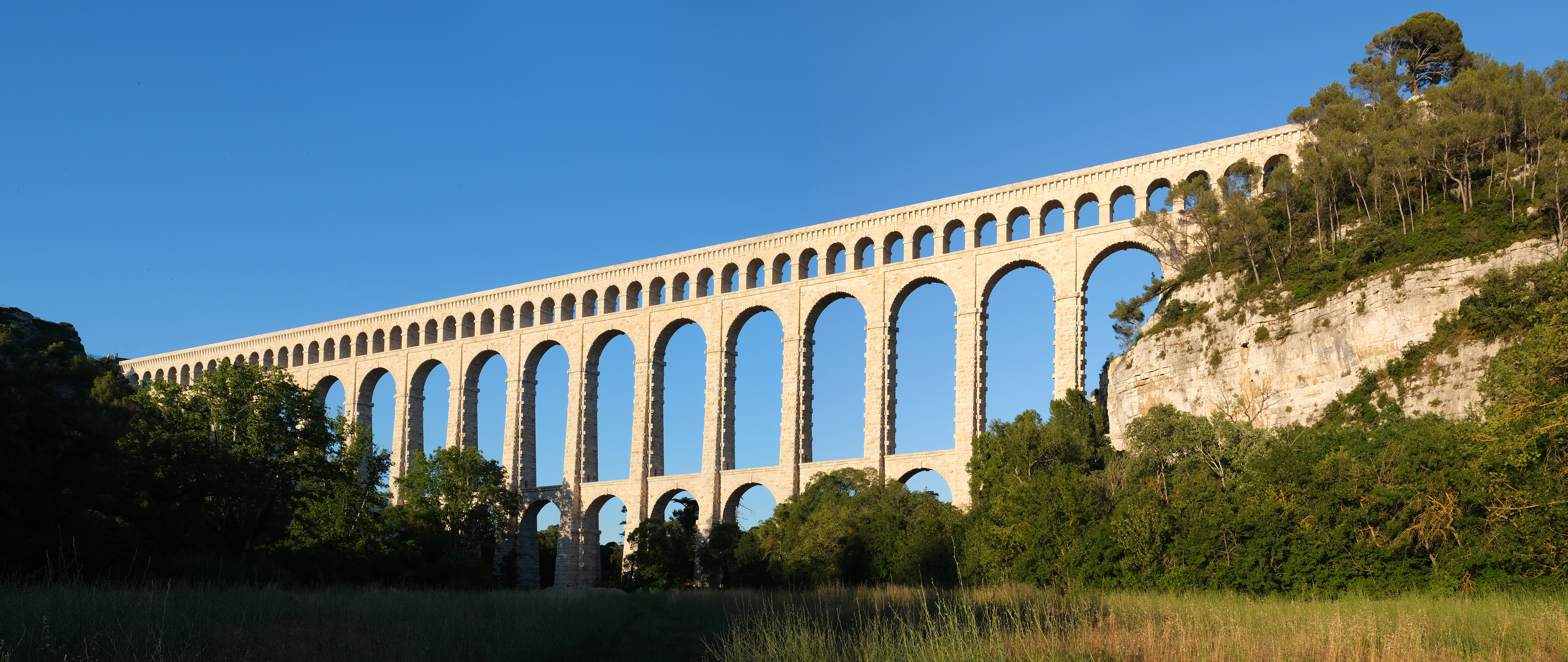
Panorámica del acueducto en 2024, desde la pradera nordeste

## Cronología
- 1835: el alcalde de Marsella, Maximin-Dominique Consolat, propone la construcción de un acueducto que lleve agua del Durance a Marsella acondicionando un canal de 80 km de longitud.
- 1839: para franquear el Arc, la ciudad acepta la elección de un puente-acueducto de mampostería en lugar de un puente-sifón a pesar de su coste de 3 784 871 francos-oro.
- 1840: adjudicación de las obras.
- 1841: inicio de los trabajos.
- 1847: en mayo se completa el acueducto; el 30 de junio, el agua del Durance cruzó por primera vez el acueducto
- 1971: dos conductos superpuestos de un metro de diámetro se disponen en el paso del tercer nivel para aumentar la capacidad de transmisión hasta 4,4 m³/s.
- 1975: la cuneta se sustituye por un tubo de  2,20 m de diámetro.
- 2005: el acueducto de Roquefavour es clasificada como monumento histórico.[7]

## Galería de imágenes

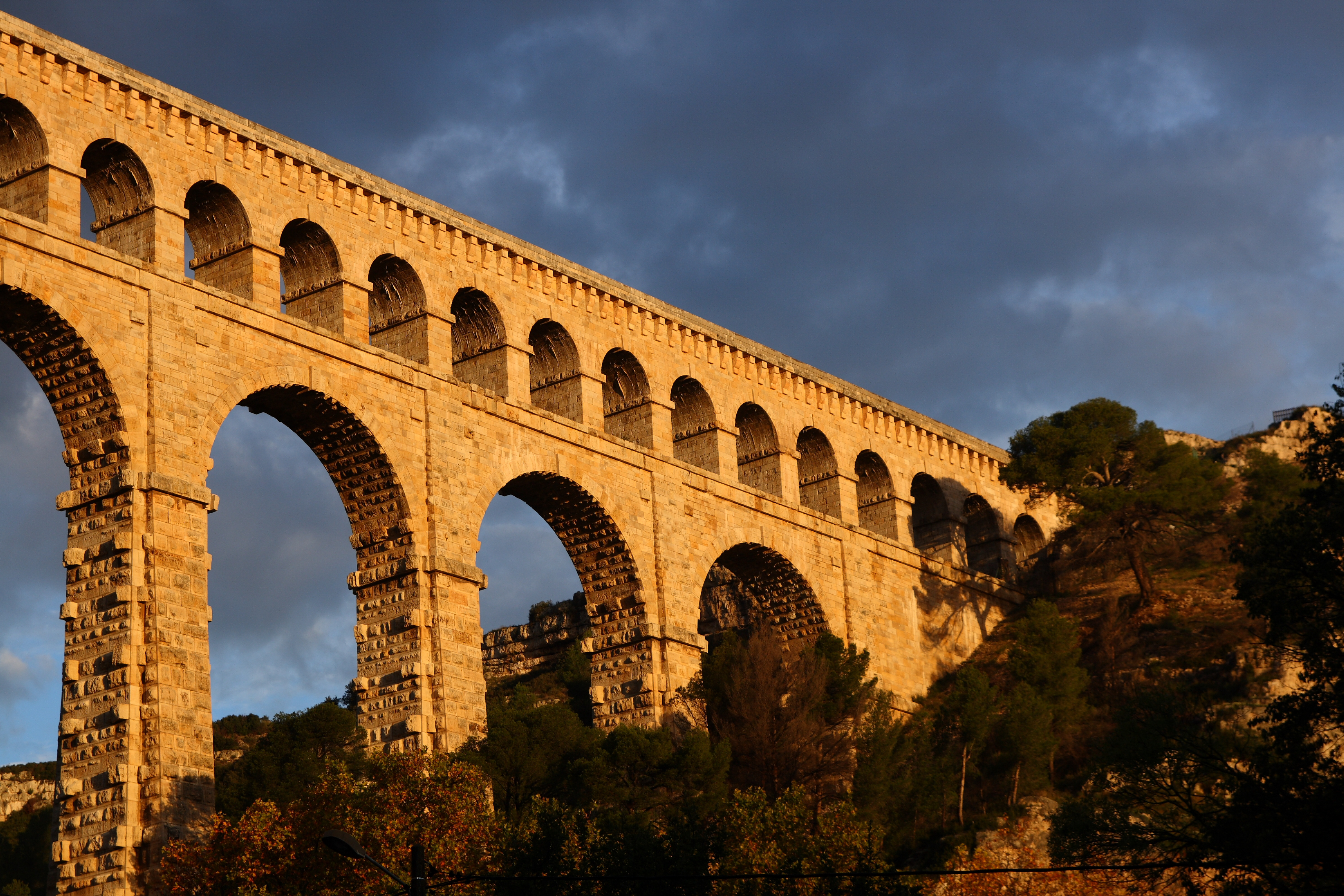
Acueducto Roquefavour visto desde el pequeño aparcamiento del suroeste
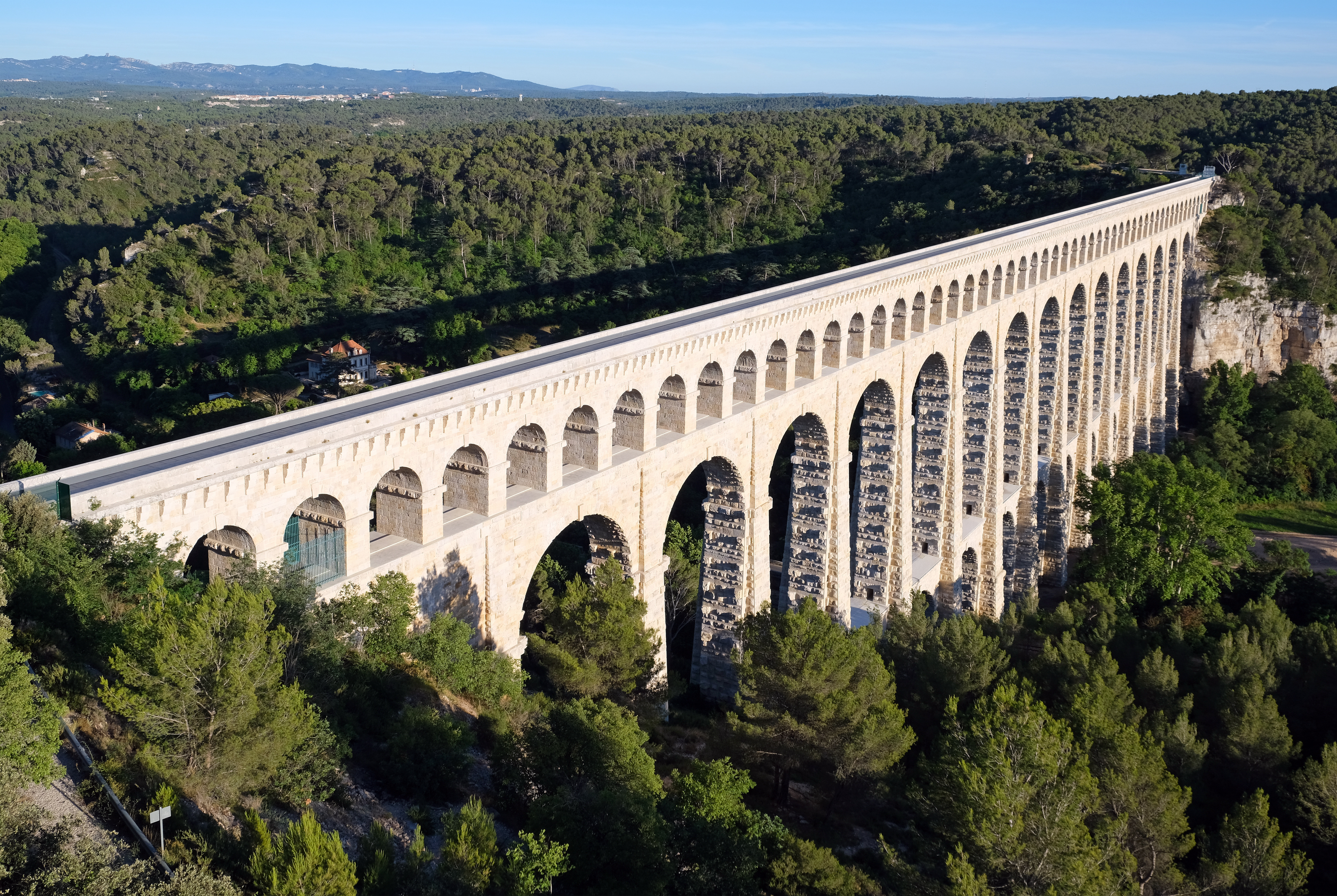
El acueducto  visto desde el acantilado (al este)
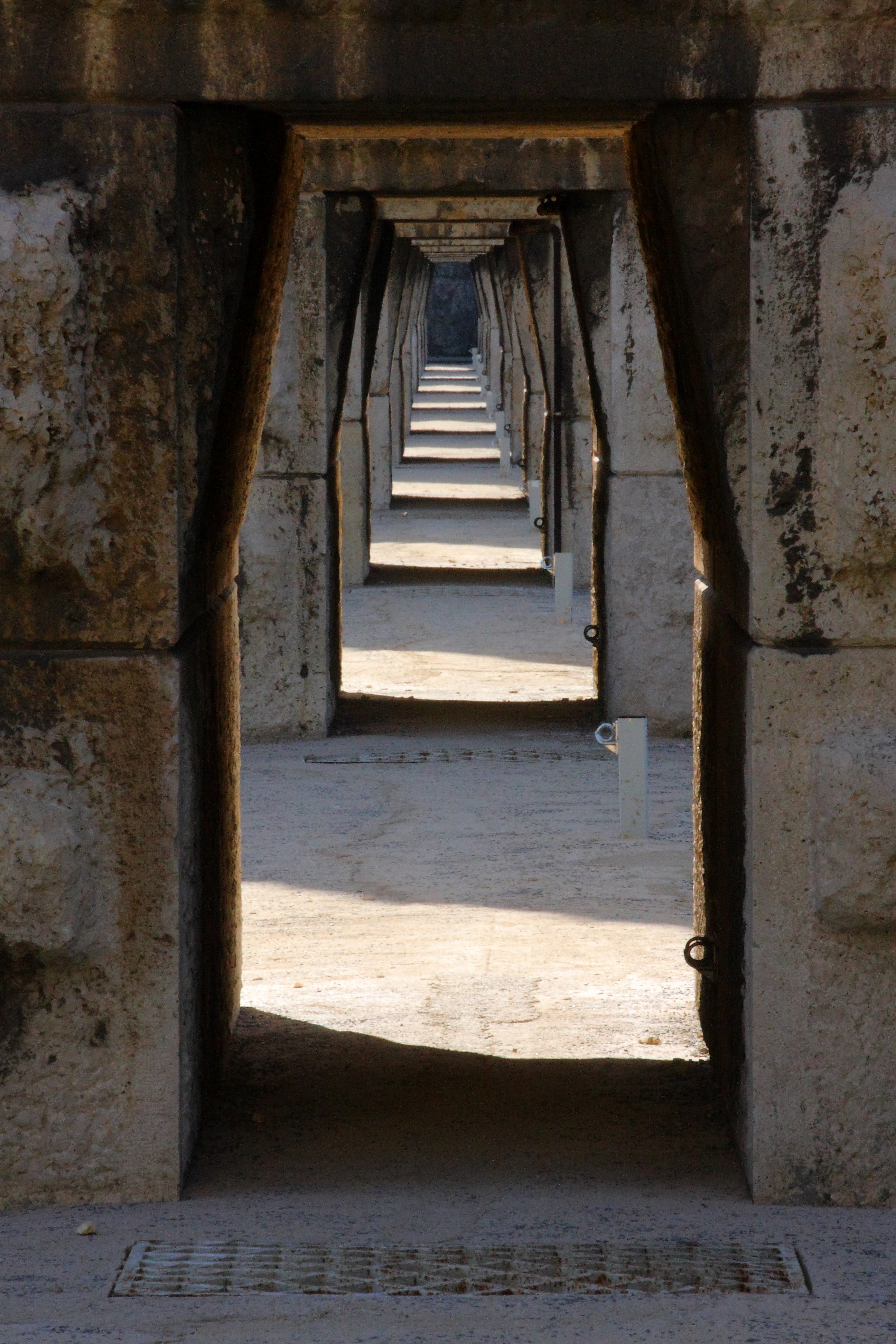
«Porche» del primer nivel del acueducto
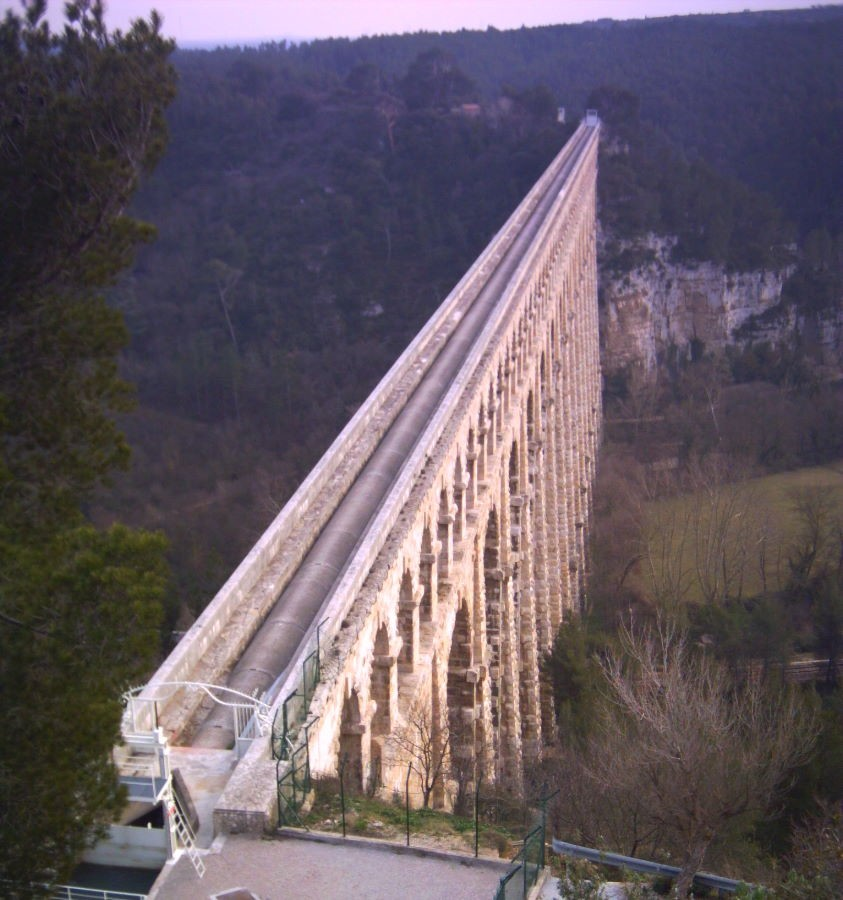
El acueducto, vista superior.
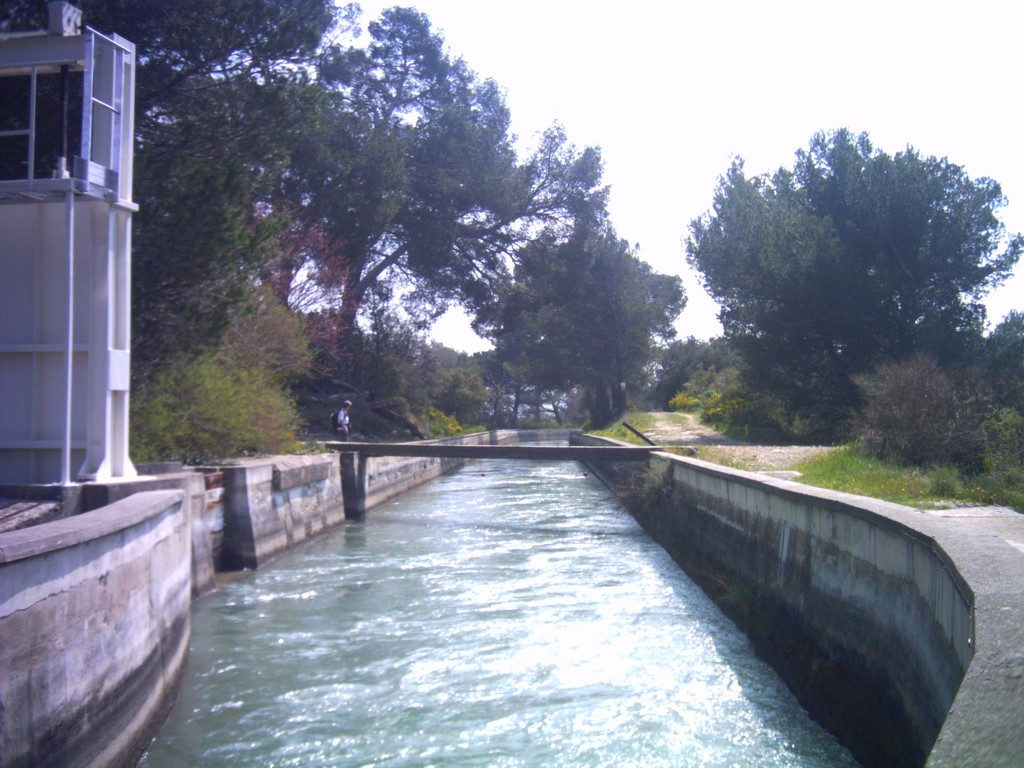
El canal a la salida del acueducto
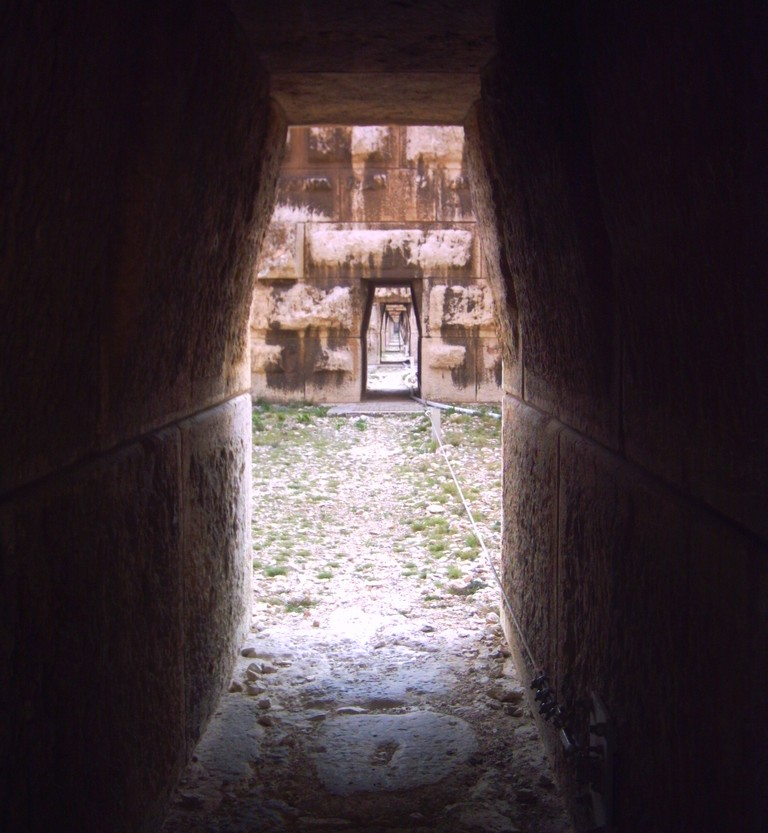
La galería de servicio en el del primer nivel del acueducto